# Peter Alltschekow
Peter Alltschekow (* 28. März 1949 in Rollshausen) ist ein deutscher Politiker (SPD). Er war 1994 für wenige Monate Abgeordneter des Deutschen Bundestags.
Alltschekow absolvierte 1967 das Abitur in Bad Mergentheim. Im Anschluss war er bis 1970 beim Wehrdienst, diesen beendete er als Hauptmann d.R. Im Anschluss studierte er bis 1975 Jura, Politische Wissenschaft und Geschichte in München und Freiburg. Nach dem ersten Juristischen Staatsexamen 1975 war er bis 1977 Referendar in Freiburg und Bonn. Nach dem Zweiten Staatsexamen 1978 arbeitete er bis Juni 1992 als Richter am Landgericht Heilbronn und wurde anschließend Sprecher des Wirtschaftsministeriums von Baden-Württemberg. 
Er gehört der SPD an, der er 1967 beitrat, und ist Mitglied der Gewerkschaft Öffentliche Dienste, Transport und Verkehr. Vom 3. August bis zum 10. November 1994 war er für das Land Baden-Württemberg Abgeordneter der SPD im Deutschen Bundestag, als er für die Abgeordnete Gerlinde Hämmerle nachrückte. Zuvor war er bei der Bundestagswahl 1990 im Wahlkreis Heilbronn dem CDU-Abgeordneten Egon Susset unterlegen gewesen. Bei der Listenaufstellung für die Bundestagswahl 1994 im Herbst 1993 verlor er in einer Kampfabstimmung Platz 25 gegen Peter Dreßen, verzichtete anschließend auf eine Listenkandidatur und unterlag wiederholt im Wahlkreis Heilbronn Egon Susset.